# Type VII U-boot
Het type VII U-boot was door Duitsland in 1933 en 1934 ontworpen en was de opvolger van het type II. Dit door de bemanning geliefde type was tijdens de Tweede Wereldoorlog het meest veelzijdig ingezette type en kende enkele subtypes. Type VII voerde meestal elf torpedo's mee die konden worden gelanceerd vanuit vijf torpedobuizen: vier in de boeg en één in de achtersteven. Daarnaast was dit type uitgerust met een 8,8 cm SK C/35 Scheepskanon met ongeveer 160 granaten.

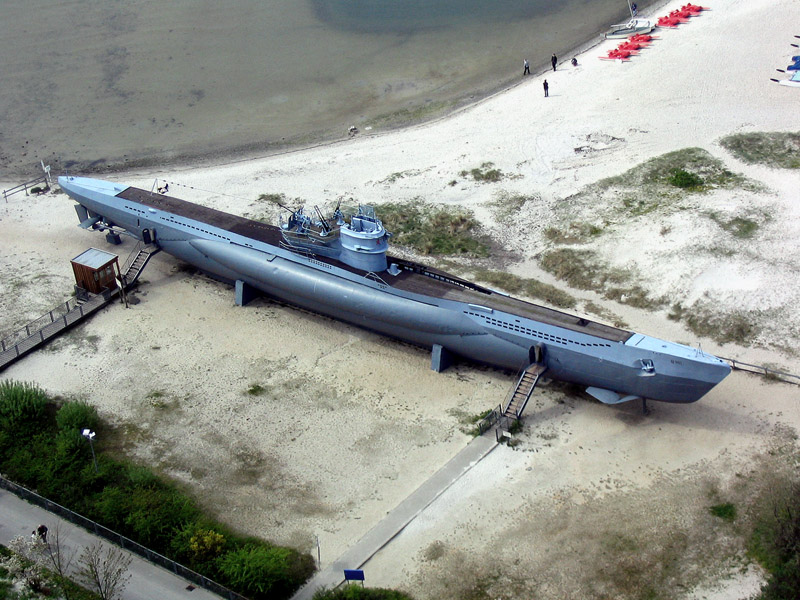
U 995 - Type VII c (Laboe, Marinemonument, 2004)

## Type VIIA
Dit type werd in 1933-1934 ontwikkeld. Type VIIA had vijf torpedobuizen: vier in de boeg en één in de hek en was daarnaast uitgerust met een 8,8 cm SK C/35 scheepskanon.
In totaal zijn van dit type van 1935 tot 1937 tien exemplaren gebouwd, die op twee na (U-29 en U-30) alle tijdens de Tweede Wereldoorlog tot zinken zijn gebracht.

### Technische gegevens

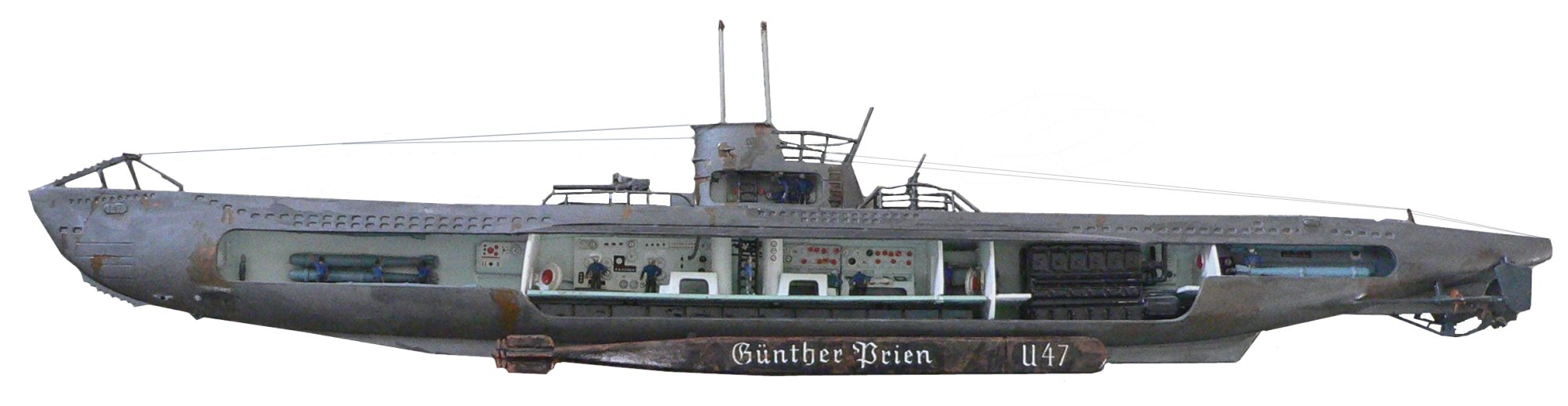
U-47 - type VII b (model), zijaanzicht

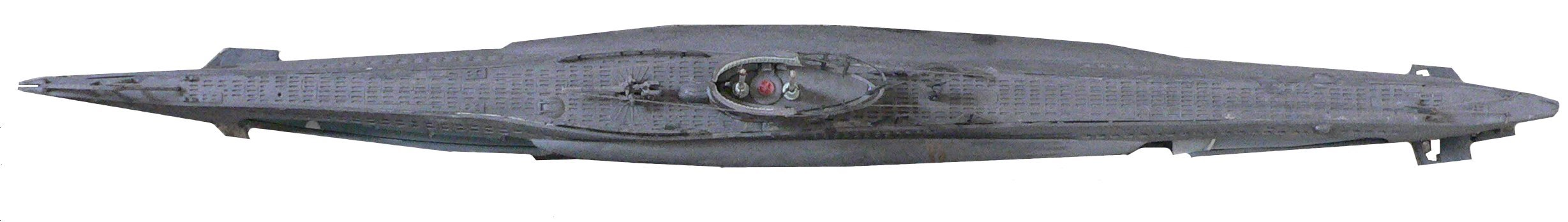
U-47 - type VII b (model), bovenaanzicht

- Waterverplaatsing: boven water 626 ton, onder water 745 ton, totaal 915 ton
- Lengte: totaal 64,5 m, druklichaam 45,5 m
- Breedte: totaal 5,85 m, druklichaam 4,7 m
- Hoogte: 9,5 m
- Diepgang: 4,4 m
- Aandrijving: boven water 2310 pk (1700 kW), onder water 750 pk (560 kW)
- Snelheid: boven water 17 knopen (31 km/h), onder water 8 kn (15 km/h)
- Actieradius: boven water 10.000 km / 6200 zeemijl (nm) bij 10 kn, onder water 150 km / 94 nm bij 4 kn
- Torpedobuizen: 5 (4 in de boeg, 1 in de hek)
- Torpedo's: 11 (of 66 zeemijnen)
- Geschut: 1 × 88 mm/45 met 220 granaten
- Duikdiepte: 220 m (maximaal)
- Bemanning: 42 - 46 koppen

## Type VIIB
Type VIIB was een verbeterde versie met een grotere actieradius. Dit type kon 33 ton brandstof meer vervoeren dan zijn voorganger, waarmee de actieradius met ca. 2500 zeemijl werd vergroot. Daarnaast was de maximumsnelheid hoger en waren de boten beter te manoeuvreren dankzij een tweede roer. Tussen 1936 en 1940 zijn 24 type VIIB U-boten gebouwd.
De bewapening was gelijk aan die van type VIIA, met uitzondering van U-83, die geen torpedobuis in de hek had, maar drie extra torpedo's kon vervoeren.
Een aantal van de bekendste U-boten uit de Tweede Wereldoorlog waren van het type VIIB, waaronder de U-48 (de meest succesvolle), Günther Priens U-47, Otto Kretschmers U-99 en Joachim Schepkes U-100.

### Technische gegevens
- Waterverplaatsing: boven water 753 ton, onder water 857 ton, totaal 1040 ton
- Lengte: totaal 66,5 m, druklichaam 88,8 m
- Breedte: totaal 6,2 m, druklichaam 4,7 m
- Hoogte: 9,5 m
- Diepgang: 4,74 m
- Aandrijving: boven water 3200 pk (2400 kW), onder water 750 pk (560 kW)
- Snelheid: boven water 17,9 knopen, onder water 8 kn
- Actieradius: boven water 14.000 km / 8700 nm bij 10 kn, onder water 150 km / 64 nm bij 4 kn
- Torpedobuizen: 5 (4 in de boeg, 1 in de hek)
- Torpedo's: 14
- Geschut: 1 × 88 mm/45 (220 stuks munitie)
- Duikdiepte: 220 m (maximaal)
- Bemanning: 44 - 48 koppen

## Type VIIC
Type VIIC was het werkpaard van de Duitse onderzeedienst tijdens de Tweede Wereldoorlog. Tussen 1940 en 1945 zijn in totaal 568 exemplaren van dit type opgeleverd. De eerste in dienst gestelde U-boot van dit type was U-69 (in 1940).
Type VIIC was een effectieve gevechtsmachine en is vrijwel overal waar U-boten zijn ingezet aanwezig geweest, hoewel de actieradius niet zo groot was als die van de grotere type IX. Het kwam in dienst op het moment dat de "Glückliche Zeiten" aan het begin van de oorlog bijna voorbij waren en dit was het type U-boot dat door de geallieerde anti-onderzeebootcampagne in 1943 en 1944 verslagen zou worden.
De boot was een enigszins aangepaste versie van de succesrijke VIIB. Het had dezelfde motoren die hetzelfde vermogen leverden, maar door het grotere gewicht was de VIIC iets langzamer dan zijn voorganger. Veel boten van type VIIC werden in 1944 en 1945 uitgerust met een snuiver.
De plaatsing van de torpedobuizen was gelijk aan die van hun voorgangers, met uitzondering van de U-72, U-78, U-80, U-554 en U-555, die slechts twee torpedobuizen in de boeg hadden en de U-203, U-331, U-351, U-401, U-431 en U-651, die geen torpedobuis in de hek hadden.
De beroemdste boot uit deze serie was de U-96. Zie ook Das Boot (film).

### Technische gegevens
- Waterverplaatsing: boven water 769 ton, onder water 871 ton, totaal 1070 ton
- Lengte: totaal 67,1 m, druklichaam 50,5 m
- Breedte: totaal 6,2 m, druklichaam 4,7 m
- Hoogte: 9,6 m
- Diepgang: 4,74 m
- Aandrijving: boven water 3200 pk (2400 kW), onder water 750 pk (560 kW)
- Snelheid: boven water 17,7 knopen, onder water 7,6 kn.
- Actieradius: boven water 13.700 km / 8200 nm bij 10 kn, onder water 125 km / 80 nm bij 4 kn
- Torpedobuizen: 5 (4 in de boeg, 1 in de hek)
- Torpedo's: 14
- Geschut: 1 × 88 mm/45 met 220 stuks munitie
- Duikdiepte: 220 m (maximaal)
- Bemanning: 44 - 52 koppen

Zie ook Type VIIC (zie home 'bouwen van model onderzeeërs' - foto's VIIC-klasse)

### U-Flak
De "U-Flak" boten waren vier VIIC boten (U-441, U-256, U-621 en U-953) die waren aangepast om aanvalsonderzeeërs die vanaf de Franse Atlantische bases vertrokken, te escorteren. Ze hadden extra luchtafweergeschut.
Nog drie boten werden op dezelfde wijze aangepast (U-211, U-263 en U-271) maar deze ombouw werd niet voltooid en de boten zijn weer tot standaard type VIIC aanvalsboten teruggebouwd.
De U-Flak boten kwamen in juni 1943 in dienst en leken in het begin succesvol in de strijd tegen de Britse Royal Air Force. Admiraal Karl Dönitz gaf de schepen opdracht om de Golf van Biskaje in groepen op topsnelheid te doorkruisen, met de U-Flak boten als bescherming tegen luchtaanvallen.
Na ongeveer twee maanden nam de RAF tegenmaatregelen: bij een aanval werden oppervlakteschepen opgeroepen om assistentie te verlenen. De U-Flak boten, die geen extra voordeel meer opleverden, werden hierop weer teruggebouwd.
Het concept van de U-Flak boten was een jaar eerder ontstaan, toen op 31 augustus 1942 de U-256 zwaar beschadigd werd tijdens een luchtaanval. In plaats van de boot te slopen werd besloten hem uit te rusten met zwaar luchtafweergeschut om een einde te maken aan de verliezen in de Golf van Biskaje ten gevolge van luchtaanvallen door de geallieerden.
Twee 20 mm Flakvierlingen (viervoudige Flak) en een experimenteel 37 mm snelvuurkanon werden op het dek van de U-Flaks geïnstalleerd. Ook werd een batterij van 86 mm luchtafweerraketten getest, dit echter zonder succes. Soms werden daarnaast ook twee extra enkelvoudige 20 mm kanonnen gemonteerd. De brandstofcapaciteit werd beperkt tot datgene wat nodig was om in de Golf van Biskaje te kunnen opereren. Er werden slechts vijf torpedo's meegevoerd (in de lanceerbuizen) om ruimte te scheppen voor de kanonniers.
In november 1943—minder dan een half jaar na aanvang van het experiment—werden alle U-Flaks teruggebouwd naar normale boten en uitgerust met Turm 4. Hiermee was het standaard luchtafweergeschut van U-boten niet meer zo inferieur aan de bewapening van de U-Flaks als voorheen. De U-Flaks waren geen groot succes. Volgens Duitse bronnen werden tijdens zes missies slechts twee vliegtuigen door de U-Flaks neergehaald.

## Type VIIC/41
Type VIIC/41 was een enigszins gemodificeerde versie van de succesvolle VIIC en had dezelfde bewapening en aandrijving. Het verschil tussen dit type en de voorgangers was de sterkere drukhuid en het lichtere mechaniek om het extra gewicht van de drukhuid te compenseren. Hierdoor werd dit type zelfs iets lichter dan de VIIC. Er zijn in totaal 91 exemplaren gebouwd; vanaf U-1271 werden deze niet meer uitgerust om zeemijnen te leggen.
Vandaag de dag bestaat er nog één type VIIC/41: U-995 is tentoongesteld in Laboe (ten noorden van Kiel).

### Technische gegevens
- Waterverplaatsing: boven water 769 ton, onder water 871 ton, totaal 1070 ton
- Lengte: totaal 67,1 m, druklichaam 50,5 m
- Breedte: totaal 6,2 m, druklichaam 4,7 m
- Hoogte: 9,6 m
- Diepgang: 4,74 m
- Aandrijving: boven water 3200 pk (2400 kW), onder water 750 pk (560 kW)
- Snelheid: boven water 17,7 knopen, onder water 7,6 kn.
- Actieradius: boven water 14.500 km / 8500 nm bij 10 kn, onder water 125 km / 80 nm bij 4 kn
- Torpedobuizen: 5 (4 in de boeg, 1 in de hek)
- Torpedo's: 14
- Geschut: 1 × 88 mm/45 met 220 stuks munitie
- Duikdiepte: 250 m (maximaal)
- Bemanning: 44 - 52 koppen

## Type VIIC/42
Type VIIC/42 werd van 1942 tot 1943 ontworpen om het inmiddels verouderde type VIIC te vervangen. Oorspronkelijk zou dit type een veel steviger drukhuid krijgen met een dikte van 28 mm en zou de maximale duikdiepte verdubbeld worden ten opzichte van de eerdere boten. het verschil ten opzichte van type VIIC/41 waren de twee periscopen in de toren en de ruimte voor twee extra torpedo's.
Er waren contracten afgesloten voor 164 boten en enkele waren al in aanbouw, maar de contracten werden op 30 september 1943 geannuleerd ten gunste van het nieuwe Type XXI U-boot. Geen van de in aanbouw zijnde boten was ver genoeg gevorderd voor tewaterlating.

### Technische gegevens
- Waterverplaatsing: boven water 999 ton, onder water 1099 ton, totaal 1363 ton
- Lengte: totaal 68,7 m, druklichaam 50,9 m
- Breedte: totaal 6,85 m, druklichaam 5 m
- Hoogte: 10 m
- Diepgang: 5 m
- Aandrijving: boven water 4400 pk (3300 kW), onder water 750 pk (560 kW)
- Snelheid: boven water 18,6 knopen, onder water 7,6 kn.
- Actieradius: boven water 20.150 km / 12.600 nm bij 10 kn, onder water 130 km / 80 nm bij 4 kn
- Torpedobuizen: 5 (4 in de boeg, 1 in de hek)
- Torpedo's: 16
- Geschut: niet aanwezig
- Duikdiepte: 270 m (maximaal)
- Bemanning: 44 - 52 koppen

## Type VIID
Bij dit type was de middensectie met ca. 10 meter verlengd, om vijf verticale schachten te kunnen plaatsen van waaruit ankermijnen konden worden neergelaten. Deze schachten bevonden zich kort achter de toren.
Van dit type zijn slechts zes exemplaren gebouwd (U-213 - U-218), aangezien er gedurende de oorlog zeemijnen waren ontwikkeld die door alle typen U-boten via de torpedobuizen konden worden uitgeworpen.
Vijf van de zes boten vergingen met man en muis; slechts één exemplaar overleefde de oorlog.
U-213 -- U-214 -- U-215 -- U-216 -- U-217 -- U-218

### Technische gegevens
- Waterverplaatsing: boven water 965 ton, onder water 1080 ton, totaal 1285 ton
- Lengte: totaal 76,9 m, druklichaam 59,8 m
- Breedte: totaal 6,38 m, druklichaam 4,7 m
- Hoogte: 9,7 m
- Diepgang: 5 m
- Aandrijving: boven water 3200 pk (2400 kW), onder water 750 pk (560 kW)
- Snelheid: boven water 16,7 knopen, onder water 7,3 kn.
- Actieradius: boven water 17.900 km / 11.200 nm bij 10 kn, onder water 110 km / 69 nm bij 4 kn
- Torpedobuizen: 5 (4 in de boeg, 1 in de hek)
- Torpedo's: 14
- Mijnen: 15 SMA
- Geschut: 1 × 88 mm/45 met 220 stuks munitie tot 1942; daarna verwijderd
- Duikdiepte: 200 m (maximaal)
- Bemanning: 44 - 52 koppen

## Type VIIF
De type VIIF-boten, ontworpen in 1941, waren primair bedoeld voor torpedotransporten. Dit waren de grootste en zwaarste type VII-boten die zijn gebouwd. Het verschil met de andere type VII-boten is dat type VIIF tot 39 torpedo's kon meevoeren en niet was uitgerust met een dekkanon.
Slechts vier boten van dit type werden gebouwd. Twee hiervan, U-1062 en U-1059, werden als ondersteuning naar het Verre Oosten gestuurd; de andere (U-1060 en U-1061) bleven in de Atlantische Oceaan.

### Technische gegevens
- Waterverplaatsing: boven water 1084 ton, onder water 1181 ton, totaal 1345 ton
- Lengte: totaal 77,6 m, druklichaam 60,4 m
- Breedte: totaal 7,3 m, druklichaam 4,7 m
- Hoogte: 9,6 m
- Diepgang: 4,9 m
- Aandrijving: boven water 3200 pk (2400 kW), onder water 750 pk (560 kW)
- Snelheid: boven water 17,6 knopen, onder water 7,9 kn.
- Actieradius: boven water 23.500 km / 14.700 nm bij 10 kn, onder water 120 km / 75 nm bij 4 kn
- Torpedobuizen: 5 (4 in de boeg, 1 in de hek)
- Torpedo's: 14
- Mijnen: 15 SMA
- Geschut: niet aanwezig
- Duikdiepte: 200 m (maximaal)
- Bemanning: 46 - 52 koppen

## Bouwwerven
Er waren diverse werven in Duitsland waar de VII werd gebouwd.
| Werf                                            | Type | U-Boten                                |
| ----------------------------------------------- | ---- | -------------------------------------- |
| Deutsche Schiff- und Maschinenbau AG, Bremen    | VIIA | U-27 tot U-32 (6 boten)                |
| Krupp Germaniawerf, Kiel                        | VIIA | U-33 tot U-36 (4 boten)                |
|                                                 | VIIB | U-45 tot U-55 (11 boten)               |
|                                                 | VIIB | U-99 tot U-102 (4 boten)               |
|                                                 | VIIC | U-69 tot U-72 (4 boten)                |
|                                                 | VIIC | U-93 tot U-98 (6 boten)                |
|                                                 | VIIC | U-201 tot U-212 (12 boten)             |
|                                                 | VIIC | U-221 tot U-232 (12 boten)             |
|                                                 | VIIC | U-235 tot U-250 (16 boten)             |
|                                                 | VIIC | U-1051 tot U-1058 (8 boten)            |
|                                                 | VIIC | U-1063 tot U-1065 (3 boten)            |
|                                                 |      | Totaal 80 boten                        |
| Bremer Vulkan, Vegesack                         | VIIB | U-73 tot U-76 (4 boten)                |
|                                                 | VIIB | U-77 tot U-82 (6 boten)                |
|                                                 | VIIC | U-132 tot U-136 (5 boten)              |
|                                                 | VIIC | U-251 tot U-300 (50 boten)             |
|                                                 | VIIC | U-1271 tot U-1279 (9 boten)            |
|                                                 |      | Totaal 74 boten                        |
| Danziger Werft und Eisenbahnwerkstätten, Danzig | VIIC | U-401 tot U-430 (30 boten)             |
|                                                 | VIIC | U-1161 tot U-1172 (12 boten)           |
|                                                 |      | Totaal 42 boten                        |
| Flender-Werke, Lübeck                           | VIIB | U-83 tot U-87 (5 boten)                |
|                                                 | VIIC | U-88 tot U-92 (5 boten)                |
|                                                 | VIIC | U-301 tot U-330 (30 boten)             |
|                                                 | VIIC | U-903 tot U-904 (2 boten)              |
|                                                 |      | Totaal 42 boten                        |
| Nordseewerke, Emden                             | VIIC | U-331 tot U-350 (20 boten)             |
|                                                 | VIIC | U-1101 tot U-1110 (10 boten)           |
|                                                 |      | Totaal 30 boten                        |
| Flensburger Schiffbau-Gesellschaft, Flensburg   | VIIC | U-351 tot U-370 (20 boten)             |
|                                                 | VIIC | U-1301 tot U-1308 (8 boten)            |
|                                                 |      | Totaal 28 boten                        |
| Howaldtswerke, Kiel                             | VIIC | U-371 tot U-400 (30 boten)             |
|                                                 | VIIC | U-651 tot U-683 (33 boten)             |
|                                                 | VIIC | U-1131 tot U-1132 (2 boten)            |
|                                                 |      | Totaal 65 boten                        |
| Stülcken-Werft, Hamburg                         | VIIC | U-701 tot U-722 (22 boten)             |
|                                                 | VIIC | U-905 tot U-908 (4 boten)              |
|                                                 |      | Totaal 26 boten                        |
| Blohm + Voss, Hamburg                           | VIIC | U-551 tot U-650 (100 boten)            |
|                                                 | VIIC | U-951 tot U-994 (44 boten)             |
|                                                 | VIIC | U-995, U-997 tot U-1010 (44 boten /41) |
|                                                 | VIIC | U-1013 tot U-1025 (13 boten /41)       |
|                                                 |      | Totaal 201 boten                       |
| Kriegsmarinewerft Wilhelmshaven, Wilhelmshaven  | VIIC | U-751 tot U-768 (18 boten)             |
|                                                 | VIIC | U-771 tot U-779 (9 boten)              |
|                                                 |      | Totaal 27 boten                        |